# Динель, Реувен
Реувен Динель (Дин-Эль) (22 октября 1956, Вильнюс — 27 февраля 2016, Нагария) — израильский разведчик и дипломат.

## Биография
Его отец был родом из Комарно, а мать из Одессы. Репатриировался вместе с родителями в Израиль в 1969 и поселился в Хайфе, где уже жил его дед со стороны отца. Окончил факультет политологии и международных отношений Хайфского университета и Высшую военную академию ЦАХАЛа. В 1976—1991 служил в ЦАХАЛе, в том числе в элитном подразделении военной разведки (АМАН). После окончания срочной службы стал контрактником в особо секретном отделе войсковой разведки («Хел-Модиин»). Окончил армейскую службу в звании подполковника. В 1991 был зачислен в Управление внешних связей разведки «Моссад» (отдел «Тевель»). В конце 1992 стал первым в истории официальным представителем «Моссада» в СНГ. С ведома российских властей, занимал пост советника посольства в Москве. Одним из главных приоритетов был обмен информацией и опытом по борьбе с исламским фундаментализмом. Это позволило Р. Динелю установить обширные связи с представителями спецслужб и политического руководства мусульманских республик СНГ, особенно Узбекистана и Казахстана.
Был задержан 14 декабря 1995 после встречи с полковником ГРУ Александром Волковым, который работал в управлении космической разведки, за несколько часов до вылета в Тель-Авив. Впоследствии освобождён после вмешательства израильского генерального консула Ицхака Кагана, и выслан из России. В 1996 возглавил разведывательное управление Бюро по связям с русскоязычной еврейской диаспорой («Натив»), став последним начальником этого подразделения (после его ухода в 2000 разведывательное управление было закрыто). В 2000 году вступил в политическую партию «НДИ», возглавляемую Авигдором Либерманом.
В 2000—2002 генеральный директор Сионистского форума. В 2003—2005 занимал пост заместителя генерального директора Управления портов при министерстве транспорта, руководил проектом возведения нового порта «Кармель» в Хайфе. В 2005—2011 занимал пост заместителя генерального директора по управленческим ресурсам в Управлении портов. В 2009 был назначен послом Израиля в Туркменистане, однако это назначение не было утверждено из-за его прошлого в «Моссаде». В августе 2011 был назначен послом Израиля на Украине и занимал этот пост до 2014.
Был обладателем чёрного пояса по дзюдо, а также в СМИ сообщалось что у него и чёрный пояс, 7-й дан, по каратэ.
Умер в конце февраля 2016, отмечается что ему было 59 лет, а причиной смерти стало онкологическое заболевание. Похороны состоялись 28 февраля в воскресенье на новом кладбище в Нагарии, на перекрёстке Кабри.